# Caro-Kann
In het schaken is Caro-Kann de schaakopening uit de halfopen spelen die begint met de zetten 1.e2-e4 c7-c6. Hierna is het de bedoeling om 2.d2-d4 met d7-d5 te beantwoorden. Deze opening heeft iets weg van de Franse opening en heeft het voordeel dat de witveldige loper van zwart niet ingesloten wordt.
Caro-Kann is een oude opening die al bij Giulio Polerio in de 16e eeuw bekend was. Aan het eind van de 19e eeuw werd ze geanalyseerd door de Brit Horatio Caro en de Oostenrijker Marcus Kann; de verdediging werd echter pas als voldoende geclassificeerd nadat José Raúl Capablanca en Aaron Nimzowitsch haar gespeeld hadden. Michail Botvinnik speelde de verdediging met succes tegen Vasili Smyslov tijdens het wereldkampioenschap in 1958.
Deze opening is ingedeeld bij de halfopen spelen en valt onder ECO-code B10.

## Klassiek (Capablancavariant)
De meest voor de hand liggende manier om de Caro-Kann te spelen (de Klassieke of Capablancavariant genoemd) wordt gekenmerkt door de zetten:
1.e4 c6

2.d4 d5

3.Pc3 (of 3.Pd2) dxe4

4.Pxe4 Lf5

5.Pg3 Lg6
Lange tijd werd dit als de beste voortzetting beschouwd voor zowel wit als zwart. Wit gaat gewoonlijk als volgt verder:
6.h4 h6

7.Pf3 Pd7

8.h5 Lh7

9.Ld3 Lxd3

10.Dxd3
De witte pion op h5 kan een zwak punt vormen in het eindspel.
De Caro-Kann heeft de reputatie een solide verdediging te vormen. Deze reputatie heeft ze te danken aan deze variant, waarin het makkelijk is openingen te vinden. Zwart verzwakt zijn pionstructuur niet wezenlijk en zal doorgaans ergens in het spel c5 spelen om het d4 veld aan te vallen. Zwart kan kiezen uit de korte en de lange rokade of kan zelfs de koning in het centrum laten staan. Als het eindspel aanbreekt heeft zwart vaak goede kansen vanwege de solide pionnenstructuur. Daarnaast heeft zwart meestal meer pionnen op de koningsvleugel.

## Voortzettingen
| Hillbilly           | 1.e4 c6 2.Lc4                                                       |  |
| anti CaroKann       | 1.e4 c6 2.c4                                                        |  |
| gesloten            | 1.e4 c6 2.d3                                                        |  |
| Spielmann           | 1.e4 c6 2.Pc3 d5 3.Df3                                              |  |
| twee paarden        | 1.e4 c6 2.Pc3 d5 3.Pf3 Lg4                                          |  |
| de Bruycker         | 1.e4 c6 2.d4 Pa6 3.Pc3 Pc7                                          |  |
| Westers-verdediging | 1.e4 c6 2.d4 f6                                                     |  |
| Fantasy             | 1.e4 c6 2.d4 d5 3.f3                                                |  |
| Edinburgh           | 1.e4 c6 2.d4 d5 3.Pd2 Db6                                           |  |
| doorschuif 1        | 1.e4 c6 2.d4 d5 3.e5 Lf5 4.c3 e6 5.Le2                              |  |
| doorschuif 2        | 1.e4 c6 2.d4 d5 3.e5 Lf5 4.h4 h6 5.g4 Ld7 6.h5 e6 7.f4 c5 8.c3      |  |
| ruilvariant         | 1.e4 c6 2.d4 d5 3.ed                                                |  |
| Rubinstein          | 1.e4 c6 2.d4 d5 3.ed cd 4.Ld3 Pc6 5.c3 Pf6 6.Lf4                    |  |
| Panovvariant        | 1.e4 c6 2.d4 d5 3.ed cd 4.c4                                        |  |
| Herzog              | 1.e4 c6 2.d4 d5 3.ed cd 4.c4 Pf6 5.Pc3 Pc6 6.Lg5 dc 7.d5 Pa5        |  |
| Normaal             | 1.e4 c6 2.d4 d5 3.ed cd 4.c4 Pf6 5.Pc3 Pc6 6.Lg5 e6                 |  |
| Czerniakvariant     | 1.e4 c6 2.d4 d5 3.ed cd 4.c4 Pf6 5.Pc3 Pc6 6.Lg5 Da5                |  |
| Spielmann           | 1.e4 c6 2.d4 d5 3.ed ed 4.c4 Pf6 5.Pc3 Pc6 6.Lg5 Db6                |  |
| Gurgenidze          | 1.e4 c6 2.d4 d5 3.Pc3 b5                                            |  |
| Rasa-Studier        | 1.e4 c6 2.d4 d5 3.Pc3 de 4.f3                                       |  |
| Aljechin            | 1.e4 c6 2.d4 d5 3.Pc3 de 4.Pe4 Pf6 5.Ld3                            |  |
| Tartakower          | 1.e4 c6 2.d4 d5 3.Pc3 de 4.Pe4 Pf6 5.Pf6 ef                         |  |
| Forgacs             | 1.e4 c6 2.d4 d5 3.Pc3 de 4.Pe4 Pf6 5.Pf6 ef 6.Lc4                   |  |
| Bronstein           | 1.e4 c6 2.d4 d5 3.Pc3 de 4.Pe4 Pf6 5.Pf6 gf                         |  |
| Steinitz            | 1.e4 c6 2.d4 d5 3.Pc3 de 4.Pe4 Pd7                                  |  |
| Maroczy             | 1.e4 c6 2.d4 d5 3.Pc3 de 4.Pe4 Lf5 5.Pg3 Lg6 6.f4                   |  |
| klassiek            | 1.e4 c6 2.d4 d5 3.Pc3 de 4.Pe4 Lf5 5.Pg3 Lg6 6.h4                   |  |
| Spasski             | 1.e4 c6 2.d4 d5 3.Pc3 de 4.Pe4 Lf5 5.Pg3 Lg6 6.h4 h6 7.Pf3 Pd7 8.h5 |  |